# Gudo Visconti
Gudo Visconti (Gùd in dialetto milanese) è un comune italiano di 1 608 abitanti della città metropolitana di Milano in Lombardia.

## Storia
Il nome del paese deve in parte la propria etimologia al fatto che sino al 1498 fu possedimento della famiglia Visconti che aveva dato numerosi duchi a Milano e che qui avevano fatto edificare un castello. Tale edificio pare oggi completamente distrutto eccetto alcune parti che sono conservate nella struttura di una trattoria che sorge davanti al municipio, edificata sul perimetro di una parte delle mura del fortilizio medioevale.
Ha fatto parte della Pieve di Rosate e del suo feudo. Durante il periodo napoleonico fu brevemente annesso dapprima a Zelo Surrigone e poi a Rosate.

### Simboli
Lo stemma e il gonfalone sono stati concessi con DPR del 15 febbraio 1977.
Il biscione è simbolo della famiglia Visconti  che fu titolare del feudo fino al 1498. Le altre figure hanno un significato allegorico: la stella simboleggia l'aspirazione a cose elevate, la mezzaluna la speranza di crescita economica; il braccio con l'armatura con la mano che indica la stella costituisce un'esortazione a mirare a finalità elevate; gli smalti azzurro e verde auspicano fermezza, gloria e onore.
Il gonfalone è un drappo di verde.

## Monumenti e luoghi d'interesse

### Architetture religiose

#### Chiesa dei Santi Quirico e Giulitta

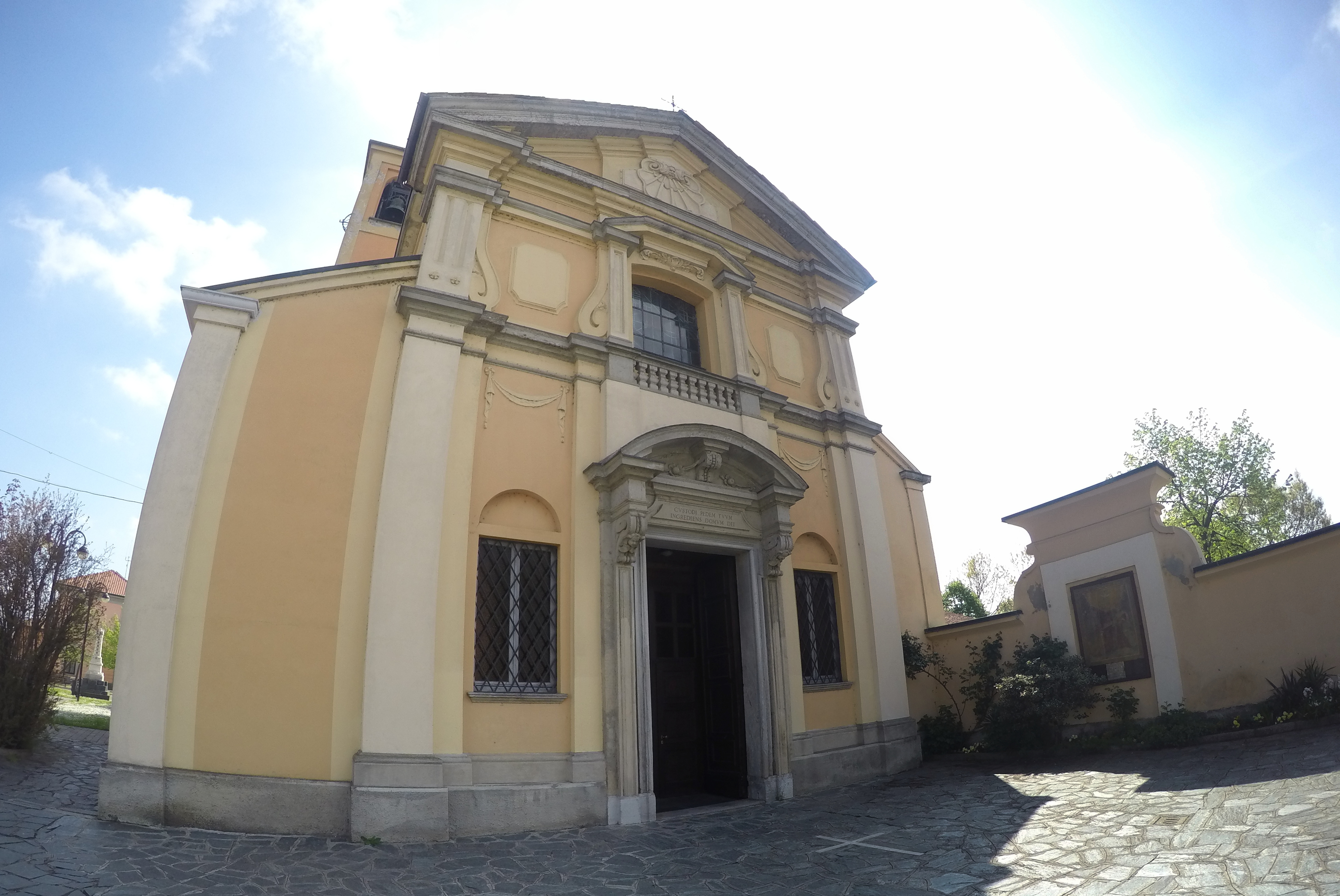
Chiesa dei Santi Quirico e Giulitta

Di origini quattrocentesche, la chiesa dei Santi Quirico e Giulitta ha subito alcune variazioni nei secoli successivi. Per il progetto della facciata si è fatto il nome del grande architetto rinascimentale Pellegrino Tibaldi. Accanto, un'immagine a fresco di tradizione popolare, porta la data 1668.
Nel territorio sono presenti anche due piccole cappelle, una in centro paese e una nei pressi del cimitero comunale, quest'ultima recentemente ristrutturata grazie ad alcuni volontari gudesi.

## Società

### Evoluzione demografica
- 400 nel 1751
- 398 nel 1771
- 465 nel 1805
- annessione a Zelo Surrigone nel 1809
- annessione a Rosate nel 1811
- 570 nel 1853

Abitanti censiti

### Istituzioni, enti e associazioni
A Gudo Visconti sono attive diverse associazioni locali. La più rilevante è "La Viscontina", che ha il compito di valorizzare il territorio e la sua storia organizzando eventi ed incontri e che ha rilevato la Pro Loco Gudo Visconti, nata negli anni Novanta e chiusa nel 2002. Organizza annualmente ogni settembre, di concerto con l'amministrazione Comunale, la Fiera di San Costantino, festa patronale istituita dal 2003 (e che da quell'anno ha sostituito la manifestazione "Settembre Gudese", che era attiva dagli anni Ottanta del secolo scorso).
A Gudo Visconti ha sede la sezione dell'AVIS che copre anche i comuni di Vermezzo con Zelo e Bubbiano.
Altra importante associazione storica di Gudo Visconti è il "Club Tinca Verde", che da moltissimi anni gestisce l'area di proprietà comunale con laghetto attiguo denominato "Fontanile Cavo Resta".
Di fondamentale importanza per la formazione sportiva dei giovani l'Associazione "ACD Gudo Visconti 2007", associazione nata proprio nell'anno 2007, che ha il compito di gestire il campo sportivo comunale, con l'organizzazione degli eventi sportivi che ruotano attorno al calcio dilettantistico.
Importante anche l'oratorio di Gudo Visconti che, con l'aiuto dei volontari e del parroco, organizzano giochi e attività per bambini. Di recente rilevanza per l'oratorio è stata la "Risottata con delitto" che si è svolta nel mese di febbraio 2017 con la storia creata da alcuni volontari dell'oratorio improvvisati anche attori.